# Will Smith
Willard Carroll „Will” Smith, Jr. (n. 25 septembrie 1968, Pennsylvania, SUA) este un actor, producător, rapper și compozitor american, nominalizat la premiile Oscar și Globul de Aur. De asemenea este artist hip-hop/R&B câștigător al mai multor premii Grammy. În aprilie 2007, revista Newsweek l-a numit „cel mai bun actor de la Hollywood”. Smith a cunoscut faima ca rapper sub numele de The Fresh Prince, la sfârșitul anilor 1980 și în serialul The Fresh Prince of Bel-Air. Printre cele mai notabile filme ale sale sunt Bad Boys și continuarea; Men in Black și continuarea; Independence Day; I, Robot; Ali; The Pursuit of Happyness; I Am Legend; Hancock și Seven Pounds. În 2008 revista Forbes l-a declarat cel mai bine plătit actor din lume.
Smith este considerat de Forbes cel mai profitabil actor în materie de generare a încasărilor pentru filme. Până în 2014, 17 din 21 de filme în care el a jucat un rol principal au acumulat la nivel global încasări de peste $100 milioane fiecare, cinci din ele având încasări de peste $500 milioane fiecare. Per total, până în 2014, filmele sale au încasat $6,6 miliarde la nivel global la office.
A obținut Premiul Oscar pentru cel mai bun actor, precum și Globul de Aur și Premiul BAFTA în anul 2022, ca urmare a interpretării rolului principal din filmul King Richard.

## Familia și primii ani
Smith, un afro-american, s-a născut și a fost crescut în Philadelphia de Vest și Germantown în Philadelphia de Nord-Vest. Mama sa, Caroline, era administrator școlar care lucra la o școală din Philadelphia, și tatăl său, Willard Christopher Smith Sr., era inginer. A fost crescut cu religia baptistă. Părinții săi s-au despărțit când avea 13 ani și au divorțat când avea 32 de ani. În timp ce era încă în adolescență, a început să facă rap și să colaboreze cu Jeff Townes (a.k.a. DJ Jazzy Jeff), pe care l-a întâlnit la o petrecere. A frecventat liceul Overbrook în Philadelphia de Vest.

## Înregistrările și cariera de actor

### Munca timpurie (1985-1995)
Smith a început să cânte hip-hop în duoul DJ Jazzy Jeff & the Fresh Prince, cu prietenul său din copilărie Jeffrey "DJ Jazzy Jeff" Townes ca dj și producător, și desigur, Ready Rock C (Clarence Holmes). Cei trei au fost cunoscuți pentru interpretările amuzante, cântecele de la radio, cele mai notabile fiind "Parents Just Don't Understand" și "Summertime". Ei au primit aclamații, câștigând primul Grammy din categoria Rap în 1988. Smith a cheltuit bani de-a lungul carierei, neplătindu-și taxele. În 1990, Smith a semnat un contract cu NBC pentru a deschide un program de divertisment, The Fresh Prince of Bel-Air. Serialul a fost un succes și i-a lansat cariera. Deși și-a făcut un debut notabil într-un film dramatic, "Six Degrees of Separation",  în timp ce apărea și în The Fresh Prince of Bel-Air, cariera de film a lui Smith a adăugat un rol mulțumitor în Bad Boys (1995) alături de Martin Lawrence.

### Pătrunderea (1996-2000)

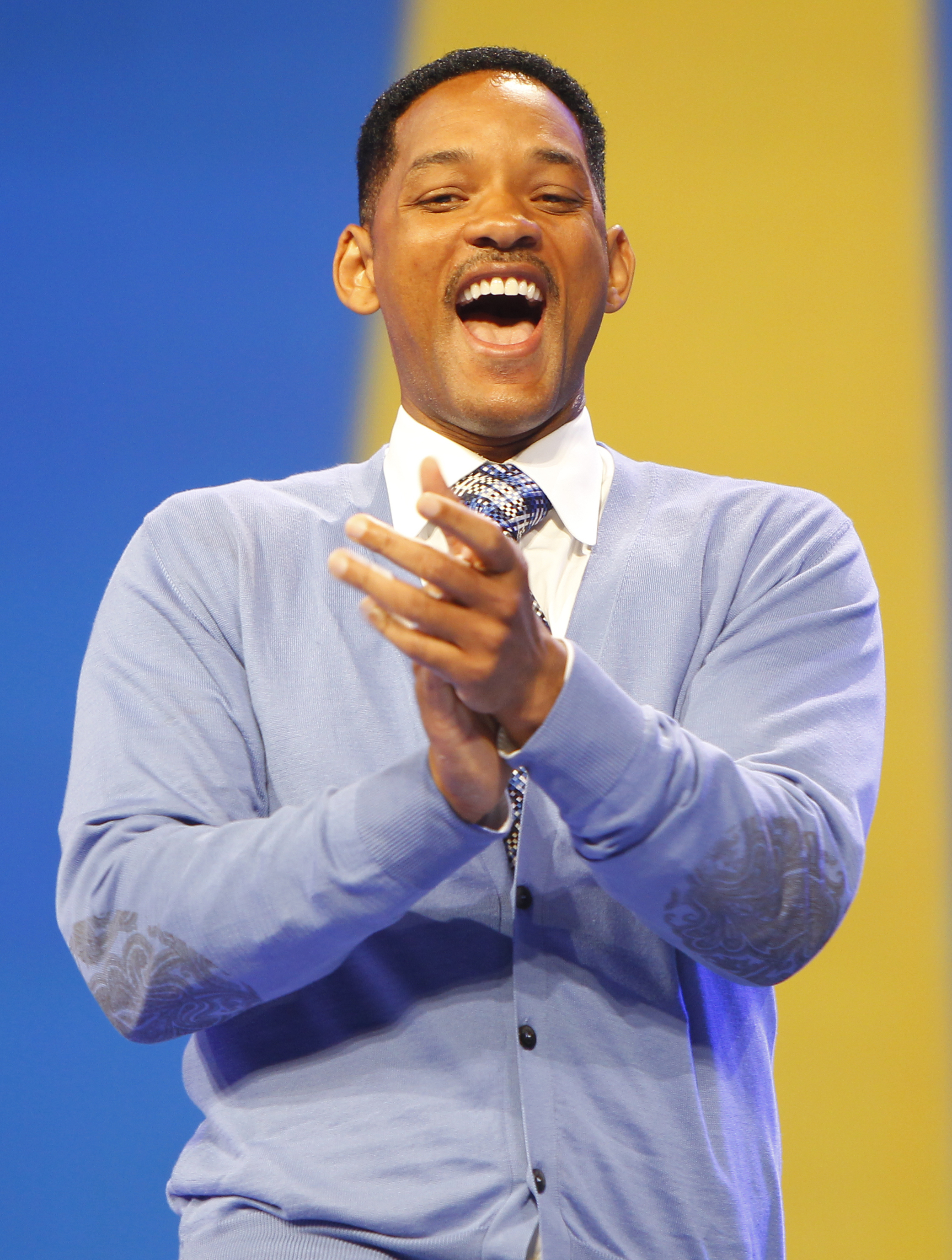
Will Smith în 2011

După ce The Fresh Prince of Bel-Air s-a încheiat pe 20 mai, 1996, Smith a început o carieră solo în timp ce interpreta și într-o serie de filme. Primele două filme au fost de mare succes: Ziua Independenței (1996), unde juca rolul uni pilot de luptă curajos și încrezător, film care l-a adus în prim-planul starurilor cu filme de succes la box-office și Men in Black (1997), unde juca rolul comic și încrezător al Agentului J alături de Tommy Lee Jones. Smith a refuzat prima dată rolul din Men in Black, dar soția acestuia, Jada Pinkett Smith, l-a făcut să accepte. Cele două filme i-au stabilit lui Smith o reputație comercială. În 1998, Smith a interpretat alături de Gene Hackman în Enemy of the State. Smith a renunțat la rolul lui Neo din  The Matrix, în favoarea filmului Wild Wild West. Deși filmul a fost un eșec, Smith a spus că nu a fost dezamăgit de decizia sa, spunând că performanța lui Keanu Reeves din rolul lui Neo a fost superioară față de ce putea face el.  Apoi, Smith a început să joace în roluri principale la câteva filme de succes ca Men in Black II, Bad Boys II, Hitch și I, Robot. De asemenea, Smith a lansat și melodii, des asociate cu cel mai recent film al său. Cele mai notabile dintre acestea erau: tema "Men in Black, "Gettin' Jiggy Wit It" și coperta melodiei "Just the Two of Us", un mesaj iubitor către fiul său.

## Discografie
- Big Willie Style (1997)
- Willennium (1999)
- Born to Reign (2002)
- Lost and Found (2005)

## Filmografie

### Film
| An   | Titlu                             | Rol                                 | Note                      |
| ---- | --------------------------------- | ----------------------------------- | ------------------------- |
| 1992 | Where the Day Takes You           | Manny                               |                           |
| 1993 | Made in America                   | Tea Cake Walters                    |                           |
| 1993 | Six Degrees of Separation         | Paul                                |                           |
| 1995 | Bad Boys                          | Detective Mike Lowrey               |                           |
| 1996 | Independence Day                  | Captain Steven "Steve" Hiller, USMC |                           |
| 1997 | Men in Black                      | James Darrell Edwards III / Agent J |                           |
| 1998 | Enemy of the State                | Robert Clayton Dean                 |                           |
| 1999 | Wild Wild West                    | Captain James "Jim" West            |                           |
| 2000 | The Legend of Bagger Vance        | Bagger Vance                        |                           |
| 2001 | Ali                               | Muhammad Ali                        |                           |
| 2002 | Men in Black II                   | James Darrell Edwards III / Agent J |                           |
| 2003 | Bad Boys II                       | Detective Mike Lowrey               |                           |
| 2004 | Jersey Girl                       | El însuși                           | Cameo                     |
| 2004 | I, Robot                          | Detective Del Spooner               | Producător                |
| 2004 | Shark Tale                        | Oscar                               | Doar voce                 |
| 2005 | Hitch                             | Alex "Hitch" Hitchens               | + producător              |
| 2006 | The Pursuit of Happyness          | Chris Gardner                       | + producător              |
| 2007 | I Am Legend                       | Dr. Robert Neville                  | + producător              |
| 2008 | Hancock                           | John Hancock                        | + producător              |
| 2008 | Seven Pounds                      | Tim Thomas                          | + producător              |
| 2012 | Men in Black 3                    | James Darrell Edwards III / Agent J |                           |
| 2013 | After Earth                       | Cypher Raige                        | + scenarist și producător |
| 2013 | Anchorman 2: The Legend Continues | Jeff Bullington                     | Cameo                     |
| 2014 | Winter's Tale                     | Judge                               |                           |
| 2015 | Focus                             | Nicky Spurgeon                      |                           |
| 2015 | Concussion                        | Dr. Bennet Omalu                    |                           |
| 2016 | Suicide Squad                     | Floyd Lawton / Deadshot             |                           |
| 2016 | Collateral Beauty                 |                                     |                           |
| 2017 | Bright                            | Daryl Ward                          |                           |
| 2019 | Student of the Year 2             | El însuși                           | Cameo                     |
| 2019 | Aladdin                           | Genie                               |                           |
| 2019 | Gemini Man                        | Henry Brogan / Junior               |                           |
| 2019 | Spies in Disguise                 | Lance Sterling (voce)               |                           |
| 2020 | Bad Boys for Life                 | Mike Lowrey                         | Producător                |
| 2020 | King Richard†                     | Richard Williams                    | Filmări; Și producător    |

| † | Denotes films that have not yet been released |

### Televiziune
| An      | Show                                            | Rol                                    | Note                                             |
| ------- | ----------------------------------------------- | -------------------------------------- | ------------------------------------------------ |
| 1990    | Saturday Morning Videos                         | El însuși                              | Gazdă, 1 episod                                  |
| 1990    | The Earth Day Special                           | El însuși                              |                                                  |
| 1990    | ABC Afterschool Special                         | Hawker                                 | "The Perfect Date"                               |
| 1990    | Rockin' Through the Decades                     | El însuși (creditat ca "Fresh Prince") | Gazdă; documentar Alvin and the Chipmunks        |
| 1990–96 | The Fresh Prince of Bel-Air                     | William "Will" Smith                   | 148 episoade; rol de bază și producător executiv |
| 1992    | Blossom                                         | El însuși                              | Episodul 18: "I'm with the Band"                 |
| 1996    | Martin                                          | El însuși                              | Cameo în episodul "Where the Party At"           |
| 1997    | Happily Ever After: Fairy Tales for Every Child | Pinocchio                              | Episodul "Pinocchio" (sezonul 2)                 |
| 2003–04 | All of Us                                       | Johnny                                 | 3 episoade; creator/producător executiv          |
| 2004    | American Chopper                                | El însuși                              | Cameo                                            |
| 2009    | Un-broke: What You Need To Know About Money     | El însuși                              | Special                                          |
| 2009–15 | El Hormiguero                                   | El însuși                              | 7 episoade; Invitat                              |
| 2012    | 2012 Kids' Choice Awards                        | El însuși                              | Gazdă                                            |
| 2015    | Top Gear                                        | El însuși                              | Invitat                                          |